# Barbarušince
Barbarušince (izvirno srbsko Барбарушинце) je naselje v Srbiji, ki upravno spada pod Mesto Vranje; slednja pa je del Pčinjskega upravnega okraja.

## Demografija
V naselju, katerega izvirno (srbsko-cirilično) ime je Барбарушинце, živi 77 polnoletnih prebivalcev, pri čemer je njihova povprečna starost 48,4 let (45,9 pri moških in 51,5 pri ženskah). Naselje ima 33 gospodinjstev, pri čemer je povprečno število članov na gospodinjstvo 2,61.
To naselje je popolnoma srbsko (glede na rezultate popisa iz leta 2002).
|  |

| Demografija | Demografija     | Demografija     |
| Leto        | Št. prebivalcev | Št. prebivalcev |
| ----------- | --------------- | --------------- |
|             |                 |                 |
|             |                 |                 |
|             |                 |                 |
|             |                 |                 |
| 1948        | 353             |                 |
| 1953        | 351             |                 |
| 1961        | 342             |                 |
| 1971        | 264             |                 |
| 1981        | 199             |                 |
| 1991        | 116             | 116             |
| 2002        | 86              | 86              |
|             |                 |                 |

| Etnična sestava po popisu iz leta 2002 | Etnična sestava po popisu iz leta 2002 | Etnična sestava po popisu iz leta 2002 | Etnična sestava po popisu iz leta 2002 | Etnična sestava po popisu iz leta 2002 |
| -------------------------------------- | -------------------------------------- | -------------------------------------- | -------------------------------------- | -------------------------------------- |
| Srbi                                   | Srbi                                   |                                        | 86                                     | 100,0%                                 |
| Neznano                                | Neznano                                |                                        | 0                                      | 0,0%                                   |